# Lasiodiscus
Lasiodiscus Hook.f., 1862 é um género botânico pertencente à família Rhamnaceae com distribuição natural restrita à África e ilhas próximas. São pequenas árvores com folhas opostas, com frequência assimétricas, que crescem no sub-bosque das selvas tropicais ou em pântanos florestados, com pelo menos uma espécie limitada ao sub-bosque de florestas tropicais de montanha. Lasiodiscus é morfologicamente similar a Colubrina, mas análises moleculares demonstram que não são parentes próximos.

## Espécies
O género Lasiodiscus agrupa pelo menos 9 espécies validamente descritas:
- Lasiodiscus chevalieri Hutch.
- Lasiodiscus fasciculiflorus Engl.
- Lasiodiscus holtzii Engl.
- Lasiodiscus mannii Hook. (África central)
- Lasiodiscus marmoratus C.H. Wright
- Lasiodiscus mildbraedii Engl. (regiões tropicais de África, localmente nas ilhas ao largo da costa leste de África desde a África do Sul)
- Lasiodiscus pervillei Baill. (África, Madagáscar, Maurício, Reunião e Comores)

L. p. pervillei (estendido em Madagáscar)
L. p. ferrugineus (Verdc.) (localmente na África Oriental, considerda vulnerável)
- Lasiodiscus rozeirae A.W. Exell (ilha de São Tomé, Golfo da Guiné, considerda vulnerável)
- Lasiodiscus usambarensis Engl. (Montanhas Usambara, localmente no Zimbabué)